# 東京電力グループ
東京電力グループ（英: TEPCO Group）は、東京電力ホールディングス（旧商号: 東京電力株式会社）を中核とする日本の企業グループである。

## 概要

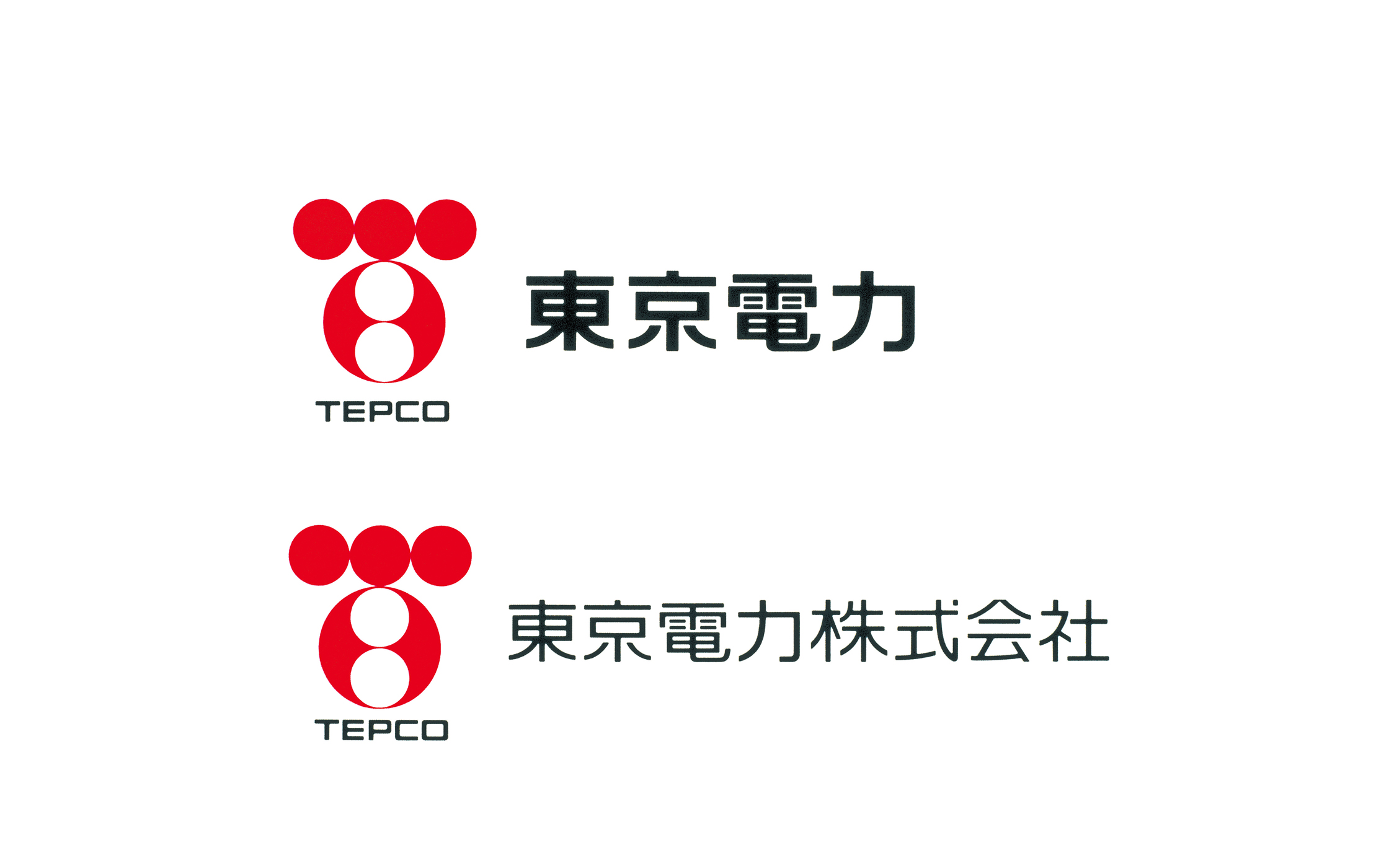
東京電力のCI
（1987年〜2016年）

1883年に渋沢栄一により設立された東京電燈が源流企業である。根津嘉一郎が東京電燈の経営に参画していたことから根津財閥の流れも汲む。その後、日本政府による国家総力戦体制構築に伴い、1939年4月、発電および送電設備が日本発送電に移管され、さらに1941年8月には首都圏における送電事業が関東配電に移管させられた。
太平洋戦争終結後、連合国軍最高司令官総司令部（GHQ）により財閥解体が行われ、日本発送電は第2次指定で指定持株会社に指定され、1950年11月24日にGHQがポツダム命令を発したことで電気事業再編成令と公益事業令が公布され、1951年5月1日、関東配電の営業地域を引き継ぐ形で発足した。

日本の一般送配電事業者の管轄地域

1951年の創立以来、一般電気事業者として地域独占の営業が認められていたが、2016年4月より開始された電力小売全面自由化およびそれに続く発送電分離に伴い、東京電力株式会社は2016年4月1日を以て東京電力ホールディングス株式会社に商号を変更し、送配電部門を東京電力パワーグリッド株式会社に、小売部門を東京電力エナジーパートナー株式会社に、火力発電事業を東京電力フュエル&パワー株式会社に、それぞれ分割するなどして事業を大幅に再編成している。

## グループ会社
東京電力ホールディングスを事業持株会社として、東京電力パワーグリッド、東京電力エナジーパートナー、東京電力リニューアブルパワー、東京電力フュエル&パワーがそれぞれの子会社・関連会社を有し、東京電力グループを構成している。

### 東京電力ホールディングス[1]
- 子会社
  - 東電不動産
  - 東京パワーテクノロジー
  - 東電設計
  - テプコシステムズ
  - テプコ・リソーシズ
  - 東電ハミングワーク
  - 東双不動産管理
  - 東電パートナーズ
  - 東京電力ベンチャーズ
  - TEPCOフィンテック
  - テプコ・グローバル・エナジー社
  - 東京電力タイムレスキャピタル
  - リサイクル燃料貯蔵
  - 当間高原リゾート
  - 東双みらいテクノロジー
  - 東双みらい製造
  - e-Mobility Power
  - 飯舘バイオパートナーズ
  - 東設土木コンサルタント
  - テプコ・イノベーション・アンド・インベストメンツ・ユーエス社
  - テプスコ・ベトナム社
  - TF内幸町特定目的会社
  - 東京レコードマネジメント

- 関連会社
  - TNクロス
  - KK6安全対策共同事業
  - 嬬恋蓄電所合同会社
  - 福島送電
  - 日立システムズパワーサービス
  - エナジー・アジア・ホールディングス社
  - 日本原燃
  - 日本原子力発電
  - 東京エネシス
  - やまなしハイドロジェンカンパニー
  - 原燃輸送
  - 日本原子力防護システム
  - 国際原子力開発
  - SAP-Japan
  - ソーラー・ルーフトップ・シーイー・ナイン社
  - ロゴス・テプコ・リニューアブルズ社
  - 原宿の杜守
  - 白山工業
  - エイドン・リニューアブルズ社
  - ロゴス・テプコ・シンガポール1・ホールド社
  - ロゴス・テプコ・シンガポール・アセット・アルファ社

### 東京電力パワーグリッド[1]
- 子会社
  - 東京電設サービス
  - 東電タウンプランニング
  - 東電用地
  - テプコ・ソリューション・アドバンス
  - テプコ・パワー・グリッド・ユーケー社
  - アジャイルエナジーX
  - 東電物流
  - エナジーゲートウェイ
  - TEPCO光ネットワークエンジニアリング
  - FI1社

- 関連会社
  - 新日本ヘリコプター
  - ディープ・シー・グリーン・エナジー社（香港）
  - NTT TEPCOデータセンター特定目的会社
  - 楽天モバイルインフラソリューション
  - 関電工
  - グリーンウェイ・グリッド・グローバル社
  - グリッドスカイウェイ有限責任事業組合
  - 東光高岳
  - GDBL
  - アット東京
  - 日本ユーティリティサブウェイ
  - 大同工芸
  - 昭栄電気産業
  - トライトン・ノール・オフト・ビッドコ社
  - タワーライン・ソリューション
  - 東光東芝メーターシステムズ
  - トライトン・ノール・オフト社

### 東京電力エナジーパートナー[1]
- 子会社
  - テプコカスタマーサービス
  - ファミリーネット・ジャパン
  - 日本ファシリティ・ソリューション
  - 東京電力フロンティアパートナーズ合同会社
  - 森ヶ崎エナジーサービス
  - PinT
  - ハウスプラス住宅保証
  - 自然エネルギー
  - TEPCOホームテック
  - テプコ・エナジー・パートナー・インターナショナル（タイ）社
  - NFパワーサービス
  - HFP試験センター合同会社

- 関連会社
  - 東京エナジーアライアンス
  - TEPCO i－フロンティアズ
  - T&Tエナジー
  - LIXIL TEPCO スマートパートナーズ
  - プライムソリューションズ
  - エバーグリーン・マーケティング
  - 虎ノ門エネルギーネットワーク
  - 東京都市サービス
  - HPキャピタル
  - ハウスプラス確認検査
  - 三井不動産TEPCOエナジー

### 東京電力リニューアブルパワー[1]
- 子会社
  - テプコ・リニューアブル・パワー・シンガポール社
  - フローテーション・エナジー社
  - 東京発電
  - フローテーション・エナジー・タイワン社
  - ブラックウォーター・オフショア・ウインド・ホールド社
  - ブラックウォーター・オーダブルエル・オフショア・ウインドファーム社
  - フローテーション・エナジー・ピーティーワイ社
  - フローテーション・エナジー
  - グレイストーンズ・オフショア・ウインド・ホールド社
  - グレイストーンズ・オーダブルエル・オフショア・ウインドファーム社
  - ホワイト・クロス・オフショア・ウインド・ホールド社
  - ホワイト・クロス・オフショア・ウインドファーム社
  - シードラゴン・ホールド社
  - フローテーション・エナジー・シードラゴン・ピーティーワイ社
  - シードラゴン・オフショア・ウインド・ピーティーワイ社
  - タイワン・オフショア・ウインド社
  - 都留バイオマス発電合同会社

- 関連会社
  - みらいえのしま合同会社
  - ベト・ハイドロ社
  - クンチャナ・エナジー・レスタリ社
  - テトラ・スパー・デモンストレータ社
  - 小安地熱
  - グリーン・ボルト・ホールド社
  - セノス・ホールド社
  - アクアコネクトなみえ
  - ダリアリ・エナジー社
  - ベトナム・パワー・デベロップメント社
  - オフショア・ウインド社
  - グリーン・ボルト・オフショア・ウインドファーム社
  - セノス・オフショア・ウインドファーム社

### 東京電力フュエル&パワー[1]
- 関連会社
  - JERA

## 関連団体・施設

### 関連団体
- 日本経済団体連合会 - 東京電力から会長（平岩外四）や副会長を輩出[4]。
- 電気事業連合会 - 歴代会長に東京電力会長が就任していた。
- 日本原子力産業協会 - 歴代副会長に東京電力出身者がいる。
- 関東電気保安協会 - 理事長など役員に東京電力出身者がいる。
- 東京電力労働組合 - 東京電力の労働組合。ユニオンショップ協定により特別管理職などを除く全従業員が加盟。組織内候補を国政に送っており、現在は竹詰仁が国民民主党所属の参議院議員である。
- 東電生協 - 東京電力グループとその関連企業の従業員90,249人で構成されており、物品販売・利用サービス事業・各種保険斡旋事業などを展開している[5]。

### 広報施設
- 電気の資料館 - 神奈川県横浜市所在の科学館。現在休館中。

### 運動施設
- Jヴィレッジ - 東京電力が原子力発電所立地地域の地域振興事業の一つとして総工費130億円を投じて建設し、福島県に寄付した施設。東京電力女子サッカー部マリーゼが本拠地として活動していた。Jヴィレッジ　センター棟

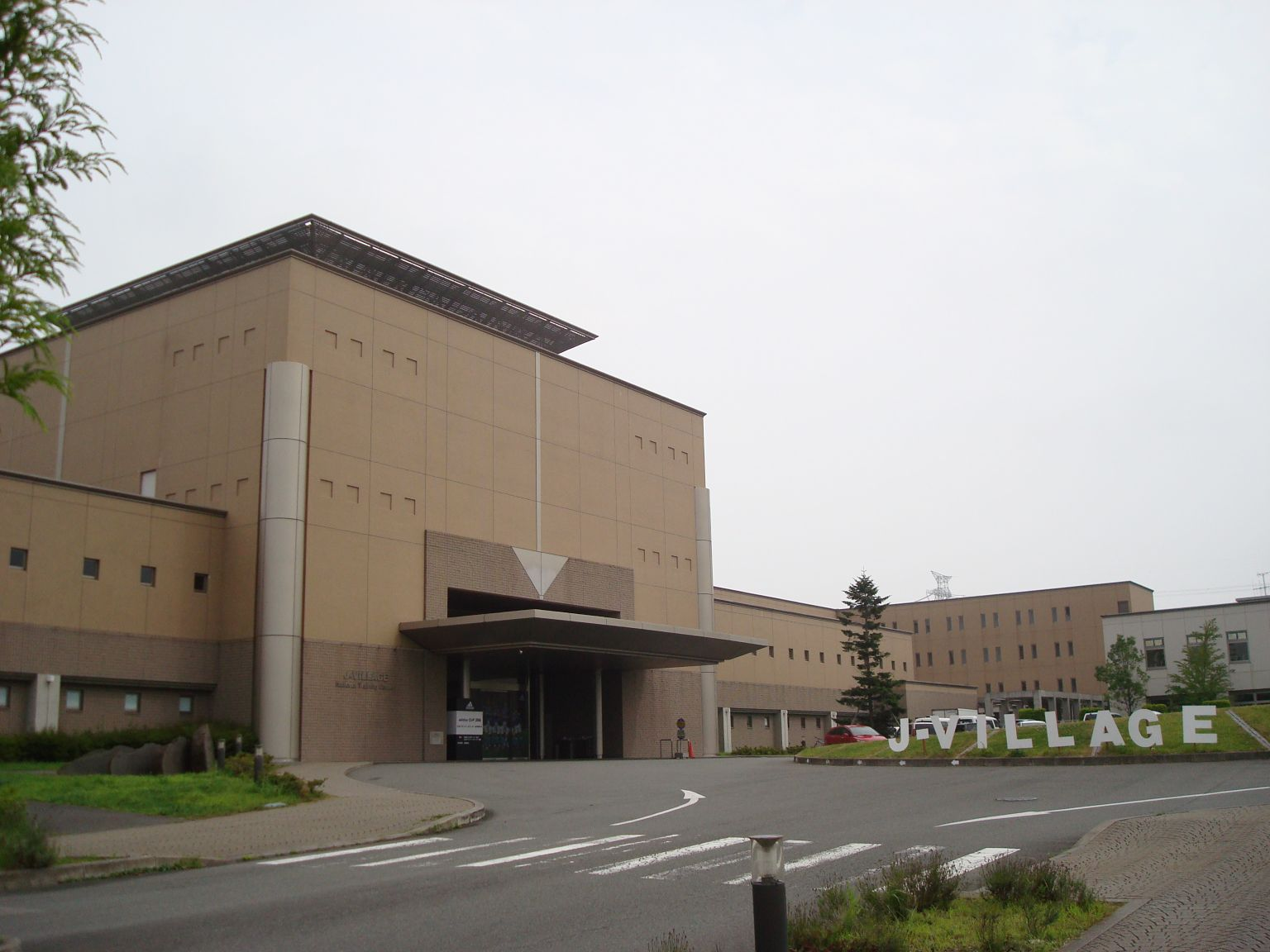
Jヴィレッジ　センター棟

## 現存しない主な関連団体・企業
- 東京電力病院 - 新宿区信濃町にあった企業立病院で、一般患者の診療は行っていなかった。事業合理化のため2014年閉鎖。

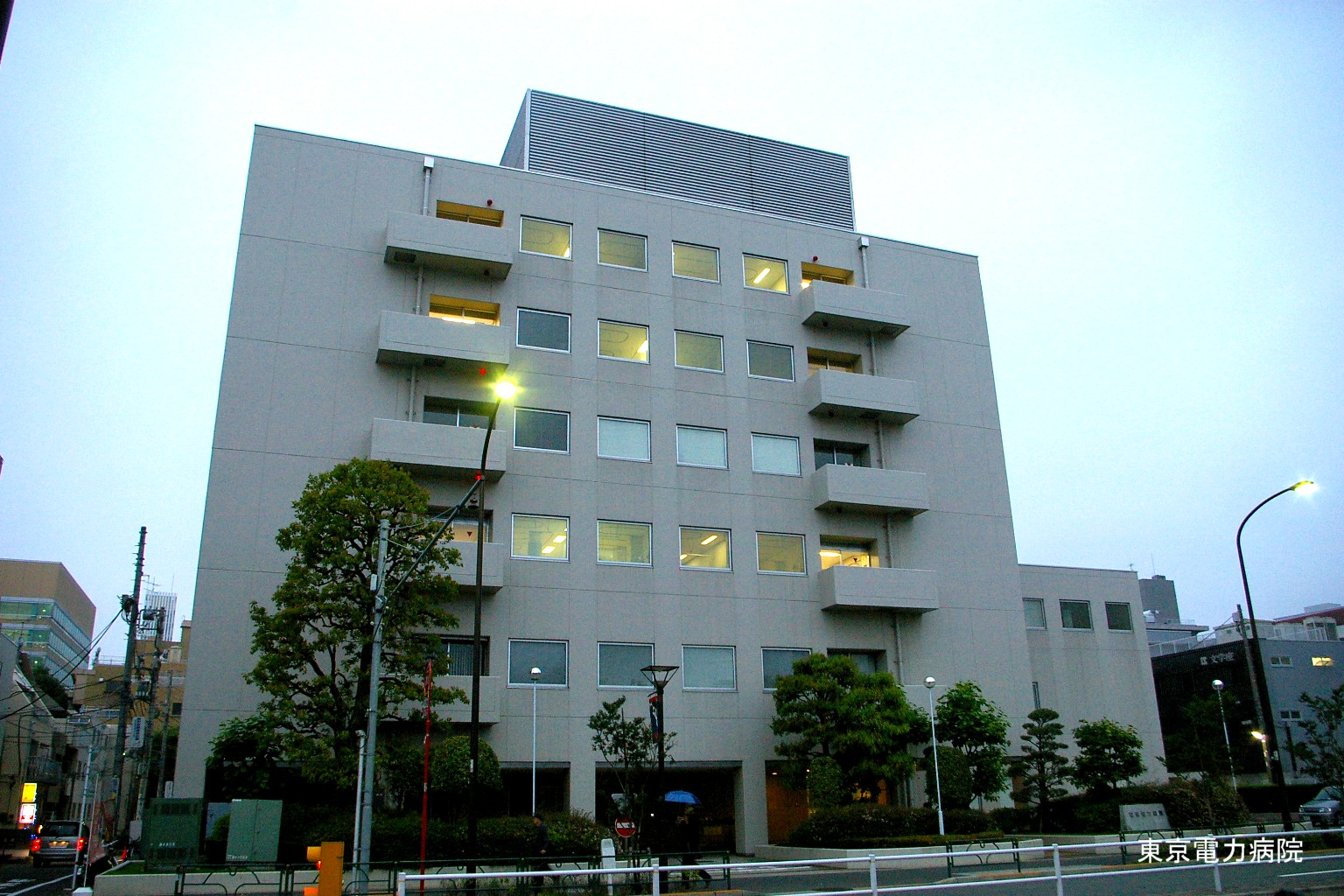
東京電力病院

- 電力館 - 渋谷区神南にあった企業博物館。東電ピーアールの解散により閉館した。地下に変電所が所在する都合により土地建物の売却ができなかったため、現在も東京電力が、隣接する東京電力渋谷支社と併せて土地建物を保有している。建物にはシダックスが入居している。

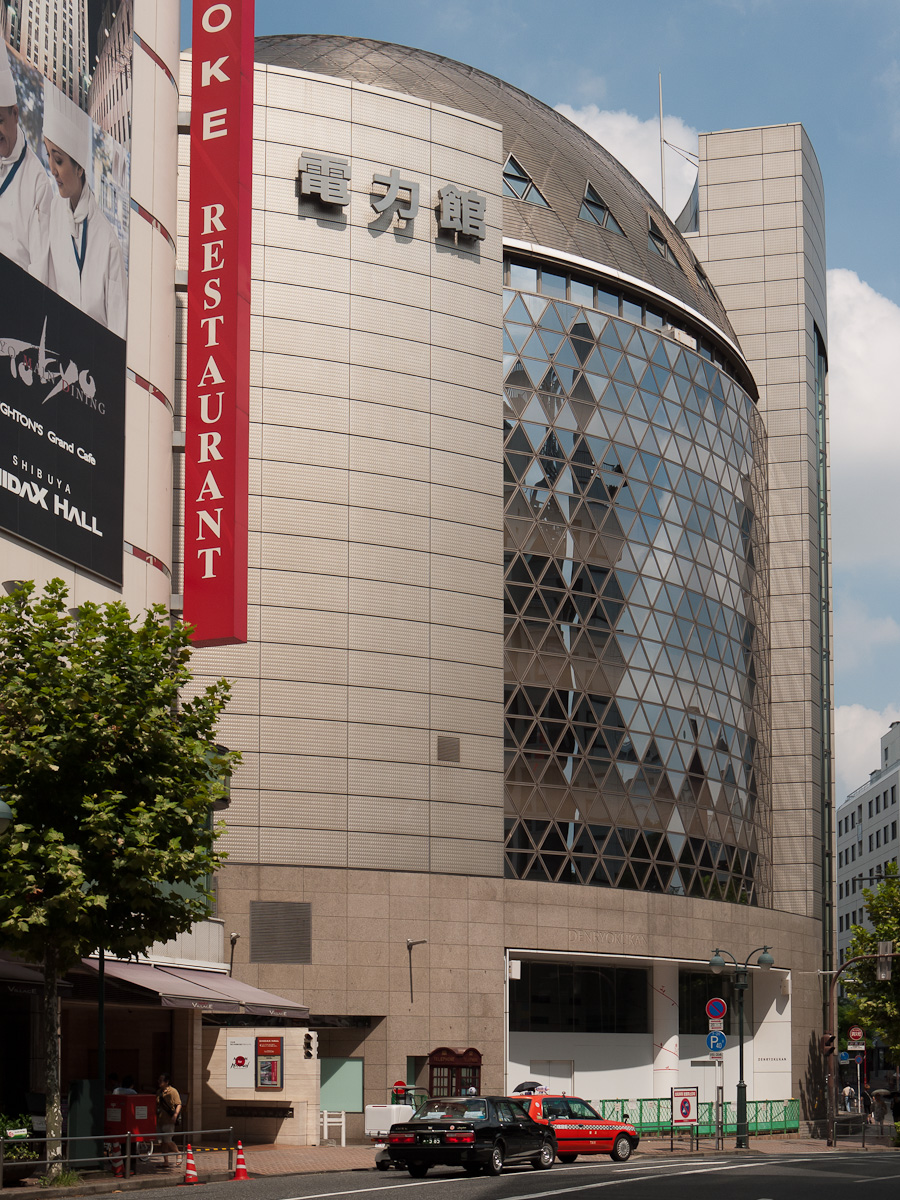
電力館

- 東電学園・東電学園高等部 - 東京電力の企業内学校であり、1954年の開校から2007年の閉校まで、中学校卒業者を生徒として受け入れ、技術系職員として養成していた。生徒には給与も支払われ、卒業後は高卒社員として東京電力への就職が確約されていた。
- 東京リビングサービス - 東京電力の福利厚生専門の子会社であったが、経営合理化のため2012年に日本ゼネラルフードへ売却された。